# Callobius claustrarius
Callobius claustrarius là một loài nhện trong họ Amaurobiidae. Chúng được Carl Wilhelm Hahn miêu tả năm 1833.

## Phân loài
- Callobius claustrarius balcanicus, Drensky, 1940